# The Opera! - Arie per un'eclissi
The Opera! - Arie per un'eclissi (The Opera!) è un film del 2025 scritto e diretto da Paolo Gep Cucco e Davide Livermore, ispirata al mito di Orfeo e Euridice.

## Trama
Uno sparo improvviso distrugge il sogno di due innamorati, Orfeo ed Euridice, nel giorno del loro matrimonio. Proprio in questo giorno dove avrebbero dovuto coronare il loro amore, l'anima di lei viene rapita e portata giù negli inferi.

## Produzione
Il film è stato prodotto da Luifi De Giglio per Showlab con Rai Cinema, e Digilife Movie e l'azienda di moda Dolce & Gabbana. Le riprese si sono svolte presso i Prodea Led Studios di Torino.

## Distribuzione
Il film è stato presentato in anteprima in concorso al Festival del Cinema di Roma il 25 ottobre 2024 e distribuito nelle sale cinematografiche italiane per tre giorni il 20, 21 e 22 gennaio 2025.

## Accoglienza

### Critica
Il film ha ottenuto recensioni generalmente favorevoli dalla critica cinematografica.